# Roland Lessing
Roland Lessing (ur. 14 kwietnia 1978 w Tartu) – estoński biathlonista, reprezentant kraju. Mieszka w miejscowości Elva w Estonii. Biathlon uprawia od 1987 roku. Reprezentuje klub Elva SuKl.
Jego najlepszą pozycją było drugie miejsce w biegu pościgowym w Pokljuce 20 grudnia 2009  r.
Dwukrotny medalista: złoto w drużynowym biegu patrolowym na 25 km oraz srebro w biatlonie – sprint indywidualnie (10 km) na Zimowych igrzyskach wojskowych w Dolinie Aosty (2010).

## Osiągnięcia

### Zimowe igrzyska olimpijskie
| 2002 Salt Lake City/Park City (USA)                    | 45. miejsce (IN), 70. miejsce (SP), 11. miejsce (RL)                   |
| 2006 Turyn/Cesana San Sicario (Włochy)                 | 62. miejsce (IN), 58. miejsce (SP), 51. miejsce (PU), 15. miejsce (RL) |
| 2010 Vancouver/Whistler (Kanada)                       | 65. miejsce (IN), 62. miejsce (SP), 14. miejsce (RL)                   |
| 2014 Soczi/Krasnaja Polana (Rosja)                     | 66. miejsce (SP)                                                       |
| 2018 Pjongczang/Daegwallyeong-myeon (Korea Południowa) | 70. miejsce (IN), 41. miejsce (SP), 53. miejsce (PU), 13. miejsce (RL) |

### Mistrzostwa świata
| 1999 Holmenkollen (Norwegia)        | 47. miejsce (SP), 55. miejsce (PU), 13. miejsce (RL)                   |
| 2000 Holmenkollen (Norwegia)        | 64. miejsce (SP), 13. miejsce (RL)                                     |
| 2001 Pokljuka (Słowenia)            | 65. miejsce (SP),                                                      |
| 2003 Chanty-Mansyjsk (Rosja)        | 68. miejsce (IN), DNS (SP), 9. miejsce (RL)                            |
| 2004 Oberhof (Niemcy)               | 83. miejsce (IN), 84. miejsce (SP), 14. miejsce (RL)                   |
| 2005 Hochfilzen (Austria)           | 84. miejsce (IN), 50. miejsce (SP), 40. miejsce (PU), 16. miejsce (RL) |
| 2007 Anterselva (Włochy)            | 23. miejsce (IN), 42. miejsce (SP), 37. miejsce (PU), 11. miejsce (RL) |
| 2008 Östersund (Szwecja)            | 74. miejsce (IN), 17. miejsce (SP), 32. miejsce (PU), 12. miejsce (RL) |
| 2009 Pyeongchang (Korea Południowa) | 68. miejsce (IN), 67. miejsce (SP), 14. miejsce (RL)                   |
| 2011 Chanty-Mansyjsk (Rosja)        | 41. miejsce (IN), 15. miejsce (RL)                                     |
| 2012 Ruhpolding (Niemcy)            | 67. miejsce (IN), 58. miejsce (SP), 39. miejsce (PU), 18. miejsce (RL) |
| 2013 Nove Mesto (Czechy)            | 59. miejsce (IN), 72. miejsce (SP), 16. miejsce (RL)                   |

### Puchar Świata

#### Miejsca w klasyfikacji generalnej
| Sezon     | Miejsce           |
| --------- | ----------------- |
| 2005/2006 | 59.               |
| 2006/2007 | 63.               |
| 2007/2008 | 67.               |
| 2008/2009 | 61.               |
| 2009/2010 | 59.               |
| 2010/2011 | 67.               |
| 2011/2012 | 81.               |
| 2012/2013 | niesklasyfikowany |
| 2013/2014 | 101.              |
| 2014/2015 | 48.               |
| 2015/2016 | 90.               |
| 2016/2017 | niesklasyfikowany |

#### Miejsca na podium chronologicznie
| Lp. | Dzień      | Rok  | Miejscowość | Konkurencja               | Lokata | Pudła   | Czas biegu  | Strata | Zwycięzca          |
| --- | ---------- | ---- | ----------- | ------------------------- | ------ | ------- | ----------- | ------ | ------------------ |
| 1.  | 20 grudnia | 2009 | Pokljuka    | Bieg pościgowy na 12,5 km | 2.     | 0+0+0+0 | 35:00,2 min | +9,3 s | Jewgienij Ustiugow |